# Diadromus medialis
Diadromus medialis là một loài tò vò trong họ Ichneumonidae.